# Хораций Кокъл
Публий Хораций Кокъл (на латински: Publius Horatius Cocles; от латински: cocles – „едноок мъж“)  e легендарен народен герой от римската митология от фамилията на Хорациите. Той е офицер на ранната Римска република. През 507 пр.н.е. той защитава сам водещия към Рим мост Pons sublicius над Тибър против етруските.

## Легендата
През 508 пр.н.е. царят на етруските Ларс Порсена напада и обсажда Рим, за да спечели отново трона за Тарквиний Горди (последния римски цар в изгнание). Когато боевете започват, селското население търси подслон в града. Етруските превземат хълма Яникул от другата страна на реката.
Хораций Кокъл е командир на мостовата охрана. Римляните насичат моста Pons sublicius зад него и Хораций остава на другия бряг да пази заедно със Спурий Ларций и Тит Херминий. След това Хораций изпраща своите двама другари обратно и когато мостът пада, той отправя молитва към бога на реката и въоръжен се хвърля в нея и я преплува под хвърчащите стрели сигурно до другия бряг (според Тит Ливий) или се удавя в реката (според Полибий).
Хораций Кокъл е герой на тази битка, който спасява Рим. За него народът издига до моста на Тибър статуя на едноок Вулкан и му дава земя.